# Quintette pour piano et cordes no 1 de Widor
Pour les articles homonymes, voir Quintette pour piano et cordes.
Le Quintette pour piano et cordes en ré mineur, op. 7, est une œuvre de Charles-Marie Widor en quatre mouvements pour piano et quatuor à cordes, et sa première partition dans le domaine de la musique de chambre.
Composée en 1868 mais publiée en 1890, la partition est dédiée à Charles Gounod.

## Composition
Non datée, la composition du Quintette pour piano et cordes op. 7 a lieu durant l'année 1868,, « à Lyon entre deux voyages vers la capitale ». La partition est dédiée à Charles Gounod, qui « reçut avec joie » cette « œuvre de jeunesse (Widor a 23 ans) peut-être, mais fort bien écrite et tenant bon » selon le musicologue Jean Gallois.
Pour Anne-Isabelle de Parcevaux, « le jeune compositeur y révèle une précoce maîtrise de l'architecture et de l'esthétique des instruments qu'il emploie ».

## Présentation
L'œuvre, d'une durée moyenne d'exécution d'une demi-heure environ, est en quatre mouvements :
1. Allegro ( = 148) en ré mineur, à quatre temps (noté ), plein d'énergie[3] ;
2. Andante ( = 112) en si bémol majeur, à 
, tout en douceur[3] ;
3. Molto vivace ( = 120) en la majeur, à 
, scherzo au trio contrasté[3] ;
4. Allegro con moto ( = 152) en ré mineur puis ré majeur, à quatre temps (noté ), au « mouvement irrésistible[3] ».

### Analyse
Selon Adolphe Piriou, le Quintette pour piano et cordes op. 7 de Widor présente une « instrumentation légère, pleine de verve et d'esprit ». Le Finale « s'achève sur une péroraison énergique très caractéristique des solides qualités du compositeur ». Le développement polyphonique de ce dernier mouvement révèle également la maîtrise du jeune musicien en termes de contrepoint « dans la grande tradition de Bach ».
Pour Anne-Isabelle de Parcevaux, « ce quintette avec piano, injustement méconnu de nos jours, mériterait de figurer en bonne place dans le répertoire français de musique de chambre du XIXe siècle ».

## Discographie
- Charles-Marie Widor — Trio pour violon, violoncelle et piano op. 19, Quintette pour piano et cordes op. 7, par Ilona Prunyi (piano) et le New Budapest Quartet (2008, Marco Polo 8.223193)
- Quintettes pour piano et cordes, par Bruno Rigutto (piano), Jean-Pierre Wallez et Yoé Miyazaki (violons), Bruno Pasquier (alto) et Henri Demarquette (violoncelle) (15 décembre 2014, 3CD P&Y 2PYM01) — avec le Quintette no 2, op. 68, le Quintette pour piano et cordes de Franck, le Quintette pour piano et cordes, op. 14 de Saint-Saëns et le Quintette pour piano et cordes, op. 42 de Louis Vierne

### Ouvrages généraux
- Adolphe Piriou, « Charles-Marie Widor », dans Walter Willson Cobbett et Colin Mason, Dictionnaire encyclopédique de la musique de chambre, vol. II : K–Z, Paris, Éditions Robert Laffont, coll. « Bouquins », 1999 (1re éd. 1929), 1627 p. (ISBN 2-221-07848-9, OCLC 43700186), p. 1591-1592.
- Anne-Isabelle de Parcevaux, Charles-Marie Widor, Bleu nuit éditeur, coll. « horizons » (no 47), 2015, 176 p. (ISBN 978-2-35884-046-0).